# Tevet

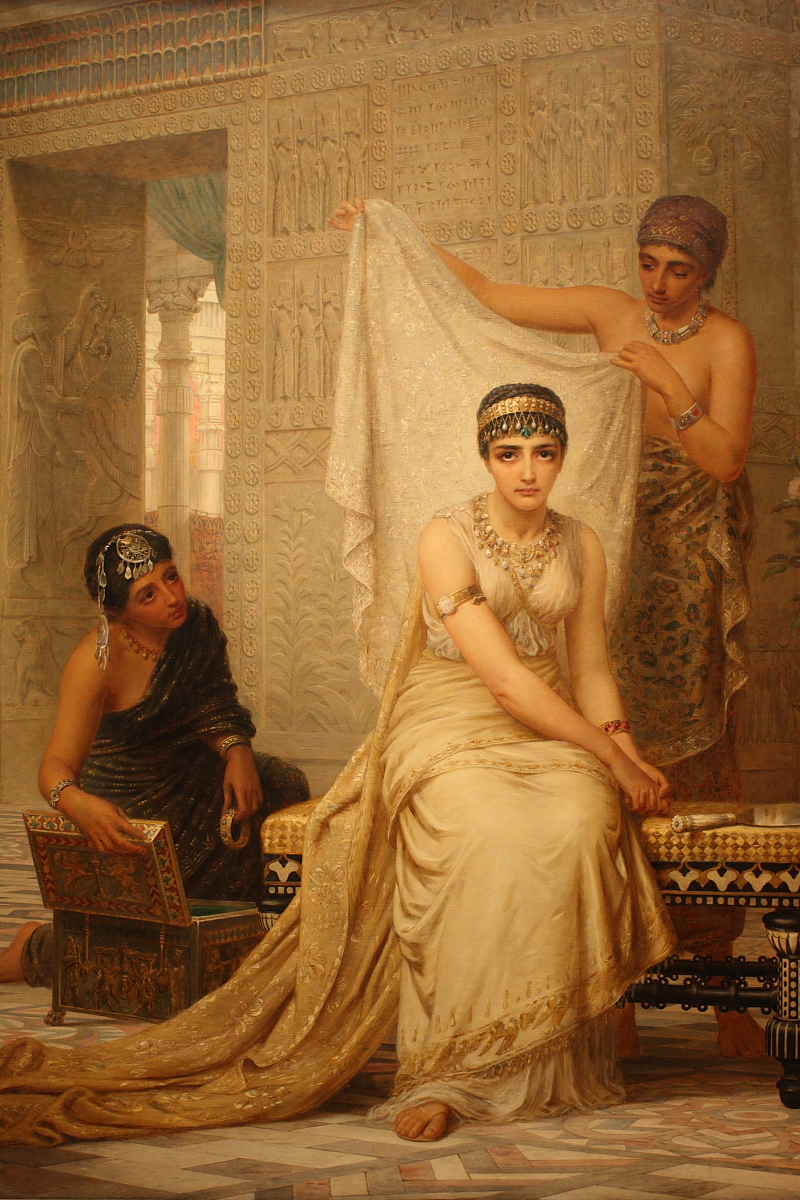
La Reina Ester

Tevet (hebreu : טֵבֵת) és el quart mes del calendari hebreu modern, aquest calendari va ser adoptat després de l'exili del poble d'Israel a Babilònia. Entre els anys 586 aC i el 536 aC, els israelites van ser portats a l'exili pel Rei Nabucodonosor II.
L'origen del mot tevet està en els noms dels mesos de l'antiga Babilònia, provinents de l'idioma accadi. És el desè mes segons la Bíblia, ja que antigament es contaven els mesos de l'any, a partir del mes de Nissan, el mes de la sortida dels hebreus d'Egipte.
Tevet és un mes de 29 dies, i sol coincidir amb els mesos de desembre o gener.
És mencionat al llibre del Gènesi:
 "Les aigües van seguir minvant gradualment fins al mes desè, i el dia primer del mes desè, van aparèixer els cims de les muntanyes." (Gènesi 8:5)
També és mencionat al llibre d'Ester:
 "Va ser, doncs, Ester portada davant del Rei Assuer, al palau reial, en el mes desè, que és el mes de Tevet, a l'any setè del seu regnat." (Ester 2:16)
El dia 10 de tevet és observat des de la sortida del sol fins al vespre, és anomenat a la Bíblia el dejuni del mes desè.
"Els dejunis dels mesos quart, cinquè, setè, i desè es convertiran en motiu d'alegria, en festivitats felices pels descendents de Judà." (Zacarias 08:19)
Aquest dejuni commemora l'inici del setge babilònic a Jerusalem, en el dia 10 del mes de Tevet de l'any 588 Abans de Crist, el setge va acabar amb la caiguda de la ciutat i destrucció del primer Temple de Jerusalem, a mans de Nabucodonosor II, Rei de Babilònia, un any i mig després, el dia 9 del mes d'av, el 586 aC, i amb el posterior exili dels jueus a Babilònia.
 "L'any novè del seu regnat, el mes desè, el dia 10 d'aquell mes, Nabucodonosor II, Rei de Babilònia, va marxar amb tot el seu exèrcit contra Jerusalem; va acampar davant de la ciutat, el seu exèrcit va envoltar la vila amb un mur i va començar el setge" (2 Reis 25:1)

## Festivitats jueves al mes de Tevet
- Hanukkà, del 25 de quisleu al 2 de tevet.
- Dejuni del 10 de tevet.